# Nicklas Hyde
Nicklas Kirk Hyde (født 5. juni) 1986), er en dansk atlet medlem af Sparta Atletik var frem til 2005 medlem af Køge Atletik. Han er udtaget til EM i Barcelona 2010 på 4 x 400 meter og blev slået ud på den individuelle 400 meter i indledende heat på tiden 48,65.
Hyde trænes af svenskeren Kenth Olsson.

## Danske mesterskaber
- Sølv 2012 200 meter inde 21,71
- Guld 2011 200 meter 21,48
- Guld 2011 400 meter 46,85
- Bronze 2011 200 meter inde 22,62
- Guld 2007 400 meter
- Guld 2008 400 meter
- Bronze 2010 200 meter
- Guld 2010 400 meter

Listen er ikke komplet

## Personlige rekorder
- 400 meter: 46,53

| Atletikudøver | Spire Denne biografi om en dansk atletikudøver er en spire som bør udbygges. Du er velkommen til at hjælpe Wikipedia ved at udvide den. |

|  | Artiklen om Nicklas Hyde kan blive bedre, hvis der indsættes et (bedre) billede Du kan hjælpe ved at afsøge Wikimedia Commons for et passende billede eller uploade et godt billede til Wikimedia Commons iht. de tilladte licenser og indsætte det i artiklen. |